# Нэкэмте
Нэкэмте (Лекэмт) (амх. ነቀምት) — город в западной части Эфиопии, в регионе Оромия. Входит в состав зоны Восточная Уоллега.

## История
До 1995 года город являлся административным центром провинции Уоллега.

## Географическое положение
Город находится в северо-западной части региона, на территории Эфиопского нагорья, на высоте 2088 метров над уровнем моря.
Нэкэмте расположен на расстоянии приблизительно 228 километров к западу от столицы страны Аддис-Абебы.

## Население
По данным Центрального статистического агентства Эфиопии на 2007 год население города составляло 75 219 человек, из которых мужчины составляли 51 %, женщины — соответственно 49 %. В конфессиональном составе населения 48,49 % составляют протестанты; 39,33 % — последователи эфиопской православной церкви; 10,88 % — мусульмане. По данным переписи 1994 года население Нэкэмте насчитывало 47 258 человек.

## Религия
Город является центром Апостольского викариата Нэкэмте Римско-Католической церкви.

## Транспорт
В окрестностях города расположен одноимённый аэропорт (IATA: HANK, ICAO: NEK).